# Louise Pleming
Louise Pleming (Wagga Wagga, 22 juni 1967) is een voormalig tennisspeelster uit Australië.
Op zesjarige leeftijd begon Pleming met tennis, in 1982 nam ze deel aan het ITF- en WTA-circuit.
In 1999 werd ze samen met Meghann Shaughnessy tweede op het Belgisch Open-damesdubbelspel.
Na haar tenniscarrière werd ze commentator bij tenniswedstrijden. Ook was ze captain van het Junior Fed Cup-team van Australië.